# Canción para un atardecer
Canción para un atardecer (A Song at Twilight en su título original) es una obra de teatro del dramaturgo británico Noel Coward, entrenada en 1966.

## Argumento
Hilde Latymer , ex.secretaria de sir Hugo y, durante casi veinte años, su esposa , discute sobre negocios literarios por teléfono. Hugo se une a ella y muestra signos de nerviosismo ante la inminente llegada de Carlotta . Él le explica a Hilde que su romance con Carlotta "duró exactamente dos años, y nos separamos en un estado de acritud recíproca". Él desconoce por qué ella ahora quiere volver a verlo después de tantos años.
Llega Carlotta . Hilde se presenta y deja solos a Carlotta y Hugo. El ambiente se pone tenso cuando Carlotta pide permiso a Hugo para reproducir algunas de sus cartas de amor a ella en sus próximas memorias. Ante la negativa de Hugo, ella le ofrece devolvérselas. Sin embargo, ella tiene también en su poder otras cartas escritas por Hugo - a un tal Perry Sheldon, al que ella conoció cuando él estaba ya muriendo, y del que Carlota se atreve a afirmar, fue el "único verdadero amor de Hugo". Hugo admite que en el pasado tuvo "inclinaciones homosexuales", mientras que Carlotta le reprocha su abandono a Perry y también por su pretensión de heterosexualidad que convierten en deshonestas sus novelas y especialmente su autobiografía.
Hilde vuelve . Para sorpresa de Hugo sabe todo acerca de su relación con Perry, y covence a Carlotta para que le devuelva al autor las cartas dirigidas a él. Carlotta lo hace y a cambio, Hugo consiente en que se publiquen las dirigidas a la propia Carlotta. Releyéndolas, Hugo no pouede evitar sentir una gran nostalgia de los tiempos pasados.

## Representaciones destacadas
- Queen's Theatre, Londres, 14 de abril de 1966. Estreno.
  - Dirección: Vivian Matalon.
  - Intérpretes: Noël Coward (Hugo Latymer) Irene Worth (Hilde Latymer), Lilli Palmer (Carlotta Gray), Sean Barrett (Félix, el camarero).

- Teatro Benavente, Madrid, 1973.[1]
  - Adaptación: Conchita Montes.
  - Dirección: Miguel Frank.
  - Intérpretes: Conchita Montes, Enrique Diosdado (Hugo), Amelia de la Torre, Pepe Lara.

- Ethel Barrymore Theatre, Broadway, Nueva York, 1974.[1]
  - Dirección: Vivian Matalon
  - Intérpretes: Hume Cronyn (Hugo Latymer) Jessica Tandy (Hilde Latymer), Anne Baxter (Carlotta Gray), Thom Christopher (Félix, el camarero).